# Kopyčynci
Kopyčynci (in ucraino Копичинці?; in polacco Kopyczyńce) è una città dell'Ucraina (6502 abitanti) situata nel distretto di Čortkiv, nell'oblast' di Ternopil'. Ospita l'amministrazione della comunità territoriale di Kopyčynci, una delle comunità territoriali dell'Ucraina.
Fino al 18 luglio 2020 Kopyčynci apparteneva al distretto di Husjatyn, abolito come parte della riforma amministrativa dell'Ucraina, che ha ridotto a tre il numero dei distretti dell'oblast' di Ternopil'. L'area del distretto di Husjatyn è stata trasferita al distretto di Čortkiv.